# 미리암 슈타인
미리암 슈타인(Miriam Stein, 1988년 5월 10일 ~ )은 오스트리아, 스위스의 배우이다. 영화 《Moskau Einfach!》를 통해 2020 스위스 영화상 여우주연상을 수상했다.

## 출연 작품
- 원-웨이 투 모스크바 (2020)
- 100일 동안 100가지로 100퍼센트 행복찾기 (2018)
- 가타드 (2016)
- 투어드포스 : 기적의여정 (2014)
- 포스터 보이 (2011)
- 괴테 (2010)